# Calylophus berlandieri
Calylophus berlandieri là một loài thực vật có hoa trong họ Anh thảo chiều. Loài này được Spach mô tả khoa học đầu tiên năm 1835.